# 고기 없는 월요일
고기 없는 월요일은 사람들의 건강과 지구의 건강을 지키기 위해 고기를 먹지 않는 것을 장려하는 국제적 캠페인이다.

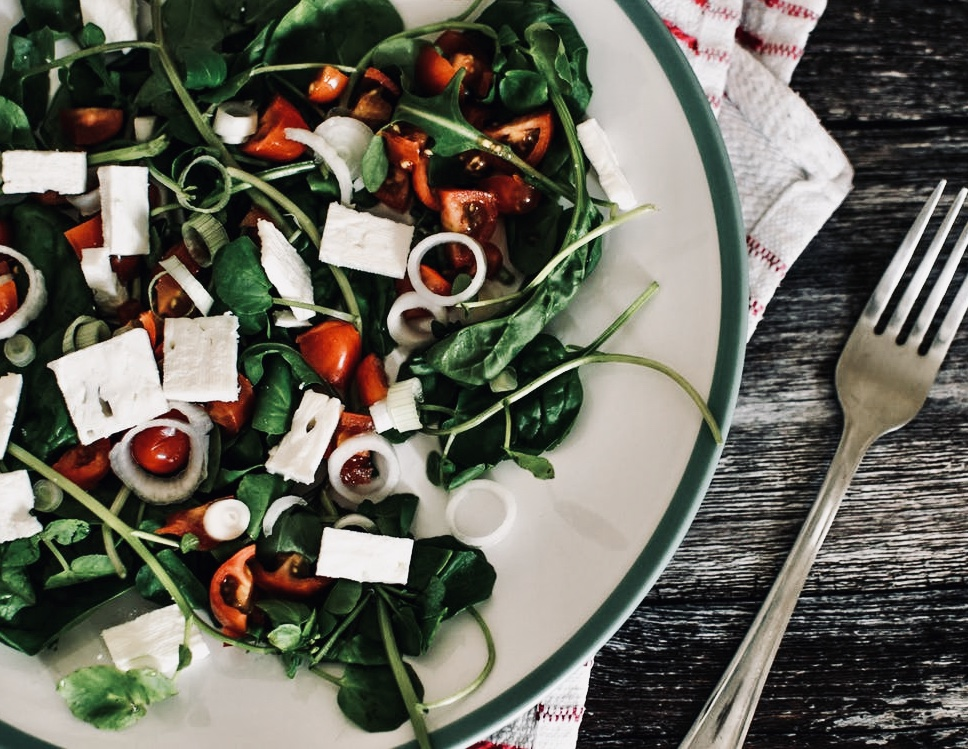
샐러드

'고기없는 월요일'는 존 홉킨스 블룸버그 보건소(Bloomberg School of Public Health Center for a Livable Future)와 연계한 '월요일 캠페인(The Monday Campaigns Inc.)'의 비영리적 계획이다. 2003년, 마케팅 전문가인 Sid Lerner에 의해 고기 없는 월요일이 설립되었다. 이 프로그램은 USDA에 의해 개발된 영양 가이드라인을 따른다. 고기 없는 월요일은 건강한 월요일 계획의 일환이다. 건강한 월요일은 미국인들이 주를 시작하면서 더 건강한 결정을 내리도록 장려한다.

고기 없는 월요일은 몇 가지로 이유때문에 해당 계획을 월요일에 집중한다. 가톨릭과 정교회 사이에서는 금요일은 이미 전통적으로 고기가 없는 날이다. 월요일은 보통 주의 시작이며 사람들이 다시 그들의 주간 일상에 정착해가는 날이다. 월요일은 일반적으로 주간의 시작이라서 주말의 고기를 먹지 않던 습관을 잊게 될 수 있으며, 다른 선택들로 대체될 수 있다. 매주 건강한 습관을 다시 시작하라고 촉진하는 것도 성공을 장려한다. 미국 예방의학 저널에 게재된 2009년 재판은 개인들에게 매주 건강 촉구와 격려를 제공했다. 참가자 3분의 2가 전반적인 건강, 식습관, 신체활동수준의 향상됐다고 응답했다.

## 역사

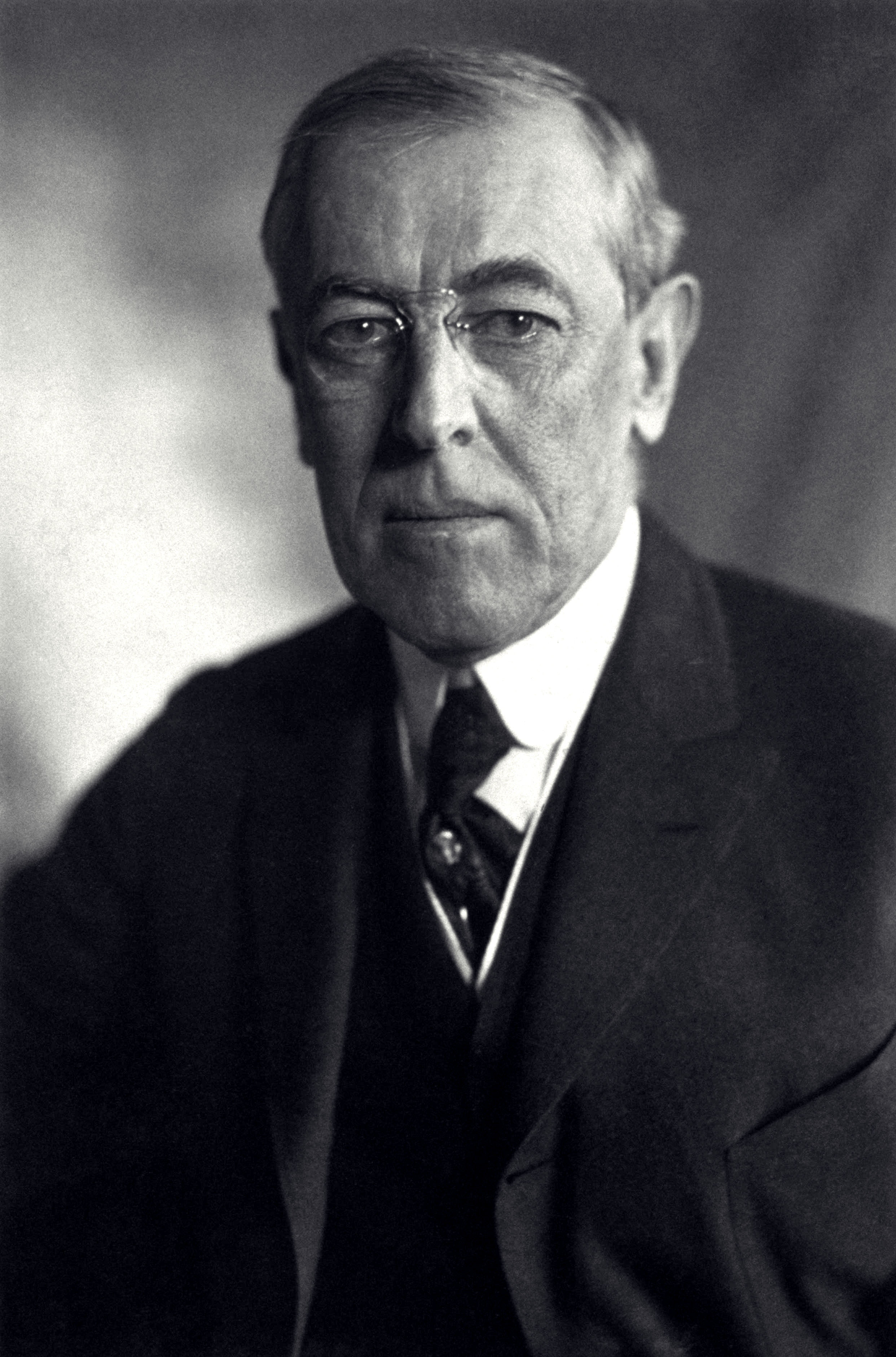
토마토 윌슨 대통령 (1919년)

제 1차 세계대전 중, 미국 대통령인 우드로 윌슨은 매주 화요일에는 고기를 먹지 말고, 매일 한 끼는 무육식을 지키는 선언문을 발표하여 매주 총 9번의 무육식 식사를 했다. USFA(미국 식품 관리국)는 가정들에게 전쟁 상황을 돕고, 배급제를 시행하지 않기 위해 주요 식량 소비를 줄이라고 촉구했다. 그렇게 비축된 식량들은 미국 병력뿐만 아니라 전쟁으로 식량 생산과 유통이 중단된 유럽인들도 지원되었다. 자발적 배급제를 장려하기 위해 USFA는 “Food Will Win the War(음식 의지가 전쟁을 이기게 할 것이다)”라는 슬로건을 만들고 “고기 없는 화요일”과 “밀 없는 수요일”라는 용어를 만들어 미국인들에게 이러한 제품의 섭취를 줄여야 한다고 상기시켰다.
우드로 윌슨 대통령 재임 시절, 미국 구호 협회 뿐 아니라 식품청장까지 지낸 하버트 후버는 이 캠페인을 시행하는데 핵심적인 역할을 했다. 이 캠페인은 전쟁 중 미국인들 사이에서 자원봉사와 희생을 장려하려는 후버의 많은 시도 중 하나였다. USFA는 광고 외에도 레시피 책과 메뉴 등 매우 다양한 자료를 잡지, 신문, 정부 후원 팜플렛을 통해 제공했다.
이 캠페인은 2차 세계대전이 발발하자 다시 시작됐고, 주부들에게 전쟁을 위해 노력해달라고 부탁했다. 이 기간동안 고기는 설탕과 가솔린과 같은 제품과 함께 배급되고 있었다. 트루먼 정부는 1947년 가을 내내 시민식량위원회를 통해 “고기 없는 화요일”과 “가금류 없는 목요일”을 장려했다. 반발은 빠르고 불응이 만연했으며 가금류 단체는 추수감사절 칠면조 증정으로 대응했다.
고기 없는 월요일은 2003년에 공중 보건 의식 프로그램으로 다시 시작했다. 이 캠페인은 20개가 넘는 ‘공중보건학교와 살기 좋은 미래 센터’(존스 홉킨스 블룸버그 공중보건대학의 분과)의 승인을 받았다. 2009년 4월, 고기 없는 월요일은 육류 소비가 기후 변화에 미치는 영향에 지적하는 영상과 함께 시작했다.
고기 없는 월요일은 미국에 기반을 두고 있지만, 고기 없는 날(특히 월요일)은 전세계적으로 인기를 얻고 있다. 고기 없는 월요일은 영국에 Goodlife Food의 광고 캠페인과 환경 캠페인이 존재한다. 2009년 6월 15일, 폴 매카트니와 그의 딸 스텔라와 메리는 고기 없는 월요일 캠페인을 시작했다. 2009년 10월, 상파울로에서 브라질 채식주의자 협회의 정부 지원으로 고기 없는 월요일이 시작됐다. 2009년 12월, 호주에도 고기 없는 월요일이 시작했다.
2009년 5월, 벨기에의 겐트 시는 공식 채식 주가 있는 첫 번째 도시가 되었다. Veggie(비건) 목요일(네덜란드 어로는 “Donderdag Veggiedag”)은 플랑드르 정부가 자금을 지원한 윤리적 채식 대안 단체(Ethical Vegetarian Alternative)에 의해 만들어졌다. 이스라엘 잡지인 알 하술찬(Al Hashulchan)은 2009년 6월 채식주의 월요일을 소개했다. 이스라엘 최고 레스토랑 수십 곳이 2009년 7월과 8월 내내 월요일마다 고기 없는 식사를 만들었을 것이다. 2010년 4월 6일, 샌프란시스코는 채식주의의 날이라고 불리는 고기 없는 월요일을 공식 선언한 미국 최초의 도시가 되었다. 캐나다를 포함한 몇몇 다른 나라들도 고기 없는 날들을 가지고 있다.
2012년 3월, 크로아티아 정부도 월요일 환경보호부 메뉴에서 육류를 제외하는 계획을 지지했다.
2017년 아르헨티나의 카사 로사다(Casa Rosada)는 하루 중 한 번 점심으로 육류가 없는 월요일을 만들어 마우리시오 마크리 아르헨티나 대통령을 포함한 500여 명의 직원들에게 채식 옵션만 제공했다.
고기 없는 월요일은 채식주의자의 식단과 비건 학교의 식사를 추가하려는 노력과 관련이 있다.

## 반대 쟁점
영국 브라이튼에 있는 Greens(그린스)가 고기 없는 월요일을 시작하면서 지방 의회 구내 식당에서 육류로 만든 음식을 판매하지 못하게 했다. 이것은 의회 직원들의 반대로 중단되었다.

## 한국
한국 고기 없는 월요일(대표 : 이현주 한약사, 기린한약국)은 2010년 1월 창립총회를 갖고, 국내 여러 시민 사회 단체와 함께 시작된 채식 환경 운동이다. 주요 활동으로는 공공기관, 학교, 시민사회단체, 기업 등을 중심으로 주1회 채식급식을 제안하고 환경과 먹거리관련 교육을 진행하고 있다. 또한, 국내외 다양한 환경, 먹거리관련 포럼에 참여하고, 약 40여개국의 글로벌 고기 없는 월요일팀과 네트워크하여 활동하고 있다. 홈페이지에는 단체 소개와 함께 비건 뉴스, 요리법, 라이프스타일 등 다양한 기삿거리도 포함되어 있다.

## 언론 타임라인
- Woman’s Day 잡지는 2004년부터 월별 레시피 달력에 고기 없는 월요일을 포함시켰다. 각 메뉴는 4인분 분량의 건강한 식사를 제공하며 주간 쇼핑 리스트도 포함되어 있다.
- 2008년부터 9월부터 2009년 7월까지, 푸드 저널리스트이자 요리 견습생인 Kim O’Donnel은 워싱턴 포스트 칼럼 ‘A Mighty Appetite’에서 매주 고기 없는 월요일 레시피를 제공했다.[15]
- Jeffrey Moussaieff Masson가 쓴 The Face on Your Plate: The Truth About Food(식탁 위의 민낯:음식의 진실)은 고기 없는 월요일이 고기 소비를 줄이면서 전반적인 건강을 향상시킬 수 있는 방법으로 인정했다.
- 2009년 4월부터 허핑턴 포스터에 고기 없는 월요일에 관한 기사들은 여러 저자들에 의해 출판되었다. 유명한 Kathy Freston은 <The Quantum Wellness Cleanse>를 포함한 몇 권의 자조적, 웰니스적 서적을 저술했다.
- 언론인 Michael Pollan은 그의 저서 <Defense of Food>(음식을 변호하다)에서 “음식을 먹다. 너무 많지 않게. 대부분 채소로.”라는 말을 만들었다. 그는 이 목표를 달성하기 위한 방법으로 고기 없는 월요일을 꼽았다. 2009년 4월, Pollan은 오프라 윈프리 쇼에서 미국인들이 육류 소비를 줄여야하는 필요성에 대해 말했다. “고기 없는 월요일은 가정 내에서 해야 합니다. 만약 모든 미국인이 한다면, 2천 만개의 중형 세단을 도로에서 빼는 것과 맞먹는 효과죠.”[16]
- AARP의 "Fat 2 Fit" 챌린지의 저자 겸 대변인인 Carole Carson은 2009년 6월 AARP의 온라인 커뮤니티에 고기 없는 월요일의 레시피를 제공하기 시작했다.
- 2009년 6월, 영화 <Food, Inc.>(푸드 주식회사)는 고기 없는 월요일을 음식 시스템을 바꾸기 위해 할 수 있는 10가지 중 하나로 선정했다.[17]
- 2009년 6월, 선도적 레시피 사이트인 Epicurious는 NutritionData.com과 협력해 고기 없는 월요일 레시피를 제공하기 시작했다.
- 2009년 7월, The Huffington Post Green은 매주 고기 없는 월요일 레시피 칼럼을 쓰기 시작했다. 그 기사들은 국가 신디게이트 칼럼니스트인 Ellen Kanner에 의해 쓰여졌다.
- 볼티모어 시립 공립학교는 2009년에 시스템 전반에 걸친 고기 없는 월요일 프로그램을 시작했다. 이 계획은 건강 교육과 지역 공급원의 생산품도 포함한다. 2009년 9월, BCPS의 노력은 존 홉킨스 대학교에 의해 인정되었는데, 이때 그들은 Livable Future Award(살기 좋은 미래상)을 받았다.[18]
- 2009년 12월 Al Gore는 유럽연합 의회에서 고기 없는 월요일 캠페인을 공식적으로 지지했다. 그는 자신의 기후 위기 블로그에 더 나은 세상을 위해 지금 할 수 있는 12가지 일 중 하나로 고기 없는 월요일을 선정했다.[19]
- 2010년 2월 17일, 전 맨해튼 자치구 의장인 Scott Stringer는 NYC 보고서에서 모든 뉴욕시 공립학교들을 고기 없는 월요일로 전환하자고 제안했다. 몇몇 NYC 학교들이 이 권고를 따랐다.
- 2010년 4월 6일, 샌프란시스코 감독위원회는 “식당, 학교, 식료품점이 채식 기반 옵션을 제공하도록 장려”하는 고기 없는 월요일 결의안을 통과시켰다.
- 2010년 4월 12일, 존스 홉킨스 병원은 그들의 식당에 고기 없는 월요일을 시작했다.
- 2010년 4월 19일, ABC 패밀리의 10대 TV 시리즈 <10 Things I Hate About You>(내가 널 사랑할 수밖에 없는 10가지 이유)는 주인공 중 한 명인 캣이 학생회를 설득해 고등학교 구내식당에서 고기 없는 월요일을 출시하는 에피소드를 방영했다.[20]
- 2010년 4월, 셰프 Mario Batali는 14개 레스토랑에서 모두 고기 없는 월요일 메뉴를 공개했다. 각 메뉴에는 이제 두 개의 주간 기능이 포함되어 있다.[21]
- 2010년 5월 19일, 워싱턴포스트는 이 캠페인의 국제적 성장에 대해 보도했다. 기사는 떠오르는 고기 없는 월요일 운동과 육류 업계의 반응을 자세히 다루고 있다.[22]
- 2010년 7월 25일, Fox News' Sunday Housecall는 Isadore Rosenfeld 박사와 함께 고기 없는 월요일을 주제로 한 코너를 방영했다. 그는 최근의 연구에서 육류 섭취가 체중 감소를 저해할 수 있다는 것을 보여준다고 말했다. 매주 그의 쇼에서 Rosenfeld 박사는 건강한 월요일 팁을 제공한다.[23]
- 2010년 8월 9일, NPR은 고기 없는 월요일 캠페인의 창시자인 Sid Lerner와 대중의 인식과 점점 증가하고 있는 지지에 관한 인터뷰를 실시했다.[24]
- 2010년 8월 23일, 타임지는 기사에서 6명의 요리사가 플렉시테리언(채식주의를 하지만 경우에 따라서 고기와 생선도 먹는 사람)의 요리를 만들고 있다고 프로파일링했다. 고기 없는 월요일 서포터즈인 Mario Batali, Wolfgang Puck and John Fraser도 포함됐다.
- Andrew Freeman & Co.는 2011년 트렌드 리스트에 고기 없는 월요일을 포함했다. “고기 없는 월요일과 채소 위주의 메뉴가 손님들에게 고기 메뉴만이 전부가 아니라는 것을 인식함에 따라 인기를 얻고 있다"고 언급했다.
- 2011년 1월, Institutional feeder인 Sodexo는 자사의 네트워크에 있는 900개 이상의 병원에 고기 없는 월요일 자료를 제공할 것이라고 발표했다. 이러한 노력은 2011년 4월 Sodexo가 도요타, 노던 트러스트 은행, 미국 내무부 등 북미 내 2000개 이상의 기업 및 정부 고객사에 자료를 제공하면서 확대되었다.[25]
- 2011년 2월, 오프라 윈프리 쇼는 비건 생활에 관한 에피소드에서 고기 없는 월요일을 강조했다. 오프라씨는 고기 없는 월요일 옵션이 스튜디오 구내식당에서 제공될 것이라고 선언했다. 이어 오프라는 스튜디오 관객들에게 “고기 없는 월요일은 집에서 가족과 함께 할 수 있는 것”이라며 캠페인에 참여해 줄 것을 요청했다.
- 2011년 2월, 미국 육류 협회의 보고에 따르면 미국 전체 가구의 18%가 고기 없는 월요일 캠페인에 참여한다고 한다.
- 2011년 6월, 콜로라도주 아스펜은 지역 식당 20여 곳, 아스펜 밸리 병원, 아스펜 초등학교, 더 아스펜 클럽 앤 스파, 콜로라도 의과대학이 참여한 가운데 최초의 공식 ‘고기 없는 월요일 도시’가 되었다.
- 2011년 5월 23일, FGI 연구 결과, 미국의 고기 없는 월요일 캠페인에 대한 인식은 50.22%( 6개월 전보다 30% 증가)에 도달한 것으로 나타났다. 고기 없는 월요일 캠페인을 아는 사람들 중 27.47%는 이번 캠페인이 고기를 줄이려는 그들의 결정에 영향을 미쳤다고 말했다. 이에 대해 고기 없는 월요일 캠페인 참가자들에게 그들의 친구들과 가족들에게 이 운동에 대해 말하는 것을 목적으로 한 "get the other half" 계획을 시작했다.
- 2012년 3월, 크로아티아 정부도 월요일 환경보호부 메뉴에서 육류를 제외하는 등 시책을 지지했다.[26]
- 2012년 11월, 로스앤젤레스 시는 볼티모어 시티 공립학교 시스템 오클랜드 통합 학군, 알링턴, VA, 오닐다, 뉴욕, 롱몬트, 그리고 샌프란시스코, 타코마, 타코마 시의 다른 학군, CA, 그리고 컬럼비아 구 의회에 의해 모든 월요일은 고기 없는 월요일이라고 선언했다.[27]
- 2017년 10월 23일, 시장 Bill de Blasio, Carmen Fariña 학교 총장, 브루클린 자치구 총장인 Eric Adams는 2018년 봄부터 15개 브루클린 학교가 고기 없는 월요일에 참여한다고 발표했다.[28][29]

## 같이 보기
- 세계 비건의 날
- 세계 채식인의 날